# 411 Xanthe
411 Xanthe este un asteroid din centura principală, descoperit pe 7 ianuarie 1896, de Auguste Charlois.